# Chleb
Chleb (1645,6 m) je třetí nejvyšší vrchol Malé Fatry. Nachází v Kriváňské Malé Fatře na hlavním hřebeni a od Veľkého Kriváně ho odděluje Snilovské sedlo. Na jeho vrcholu se rozprostírá stejnojmenná národní přírodní rezervace Chleb.
Chleb se nachází v Kriváňské Malé Fatře na hlavním hřebeni nedaleko vrcholů Velký Kriváň a Poludňový grúň. Je výborným vyhlídkovým bodem s kruhovým výhledem. Jeho severní svahy jsou zvláštní vytvarované do tzv. Chlebského kotle, pozůstatku po dávných sesuvech. Na severní straně pramení ve výši přibližně 1300 m řeka Varínka. Pro tuto zvláštnost ho rádi vyhledávají lyžaři, protože se zde dlouho do jara drží sníh (známý svah Oštiepková mulda). Na jižní straně svah vytváří předvrchol Bochník. Pod Chlebem, na jeho jižní straně se nachází celoročně přístupná Chata pod Chlebom.

## Chráněné území
Národní přírodní rezervace byla vyhlášena v roce 1967 a její rozloha je 412,87 hektaru. Nachází se v katastrálních územích obcí Šútovo a Turany v okrese Martin a obce Terchová v okrese Žilina, na území národního parku Malá Fatra. Předmětem ochrany je zachovalý komplex pestrých rostlinných společenstev odpovídajících vegetačním stupňům a geologickému podloží. Rezervace je ohraničena horami Velký Kriváň, Hromové a z vrcholu Chlebu se rozprostírá po jeho jižním svahu, kde pramení řeka Varínka.

## Přístup
Na Chleb vede osmimístná kabinková lanovka. Její horní stanice je v nadmořské výšce 1490 m a dolní stanice 740 m v chatě Vrátna s celkovým výškovým rozdílem 750 m. Přepravní rychlost lanovky je 5 m/s.